# Sante Geronimo Caserio
Sante Geronimo Caserio (Motta Visconti, 8 de setembre de 1873 - Lió, 16 d'agost de 1894) va ser un anarquista italià que el 1894 va apunyalar mortalment el president francès Marie François Sadi Carnot.

## Biografia
Sante Geronimo Caserio va nàixer en una família camperola amb molts germans. El pare va morir de pel·lagra (malaltia causada per l'alimentació dels llauradors de l'època basada gairebé exclusivament en la polenta) en un asil. Per alliberar la mare del pes que pensava suposar-li, a l'edat de deu anys es va escapar de casa i es va traslladar a Milà. Hi va trobar faena com a aprenent d'un forner. I hi va entrar en contacte amb els cercles anarquistes locals i ell va mateix va esdevenir-ne el 1891, arran dels avalots de Piazza Santa Croce in Gerusalemme a Roma amb motiu de l'1 de maig. Poc després va fundar un petit grup anarquista a la zona de Porta Genova anomenat A pè (en milanès, a peu, és a dir, sense diners). El compositor Pietro Gori el recordava com un amic molt generós i contava haver-lo vist, davant de la Cambra de Treball, donar als desocupats pa i pamflets anarquistes impresos amb el seu magre salari. El 1892 va ser identificat i catalogat durant una manifestació, detingut per haver distribuït un fullet als soldats contra la guerra i va ser obligat a fugir, primerament a Suïssa a Lugano i Ginebra i més tard a França a Lió, Viena i Seta.

### L'assassinat de Sadi Carnot

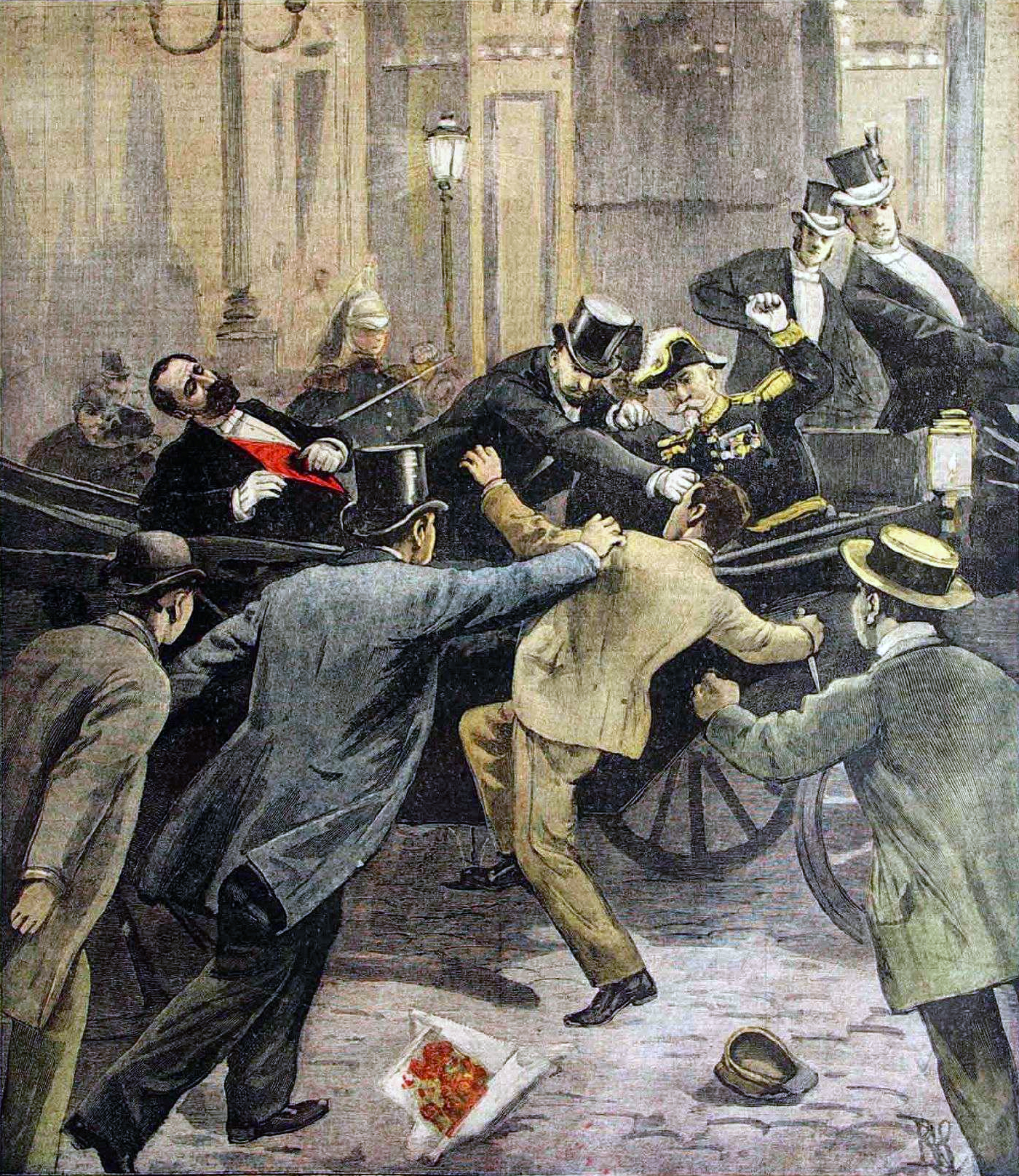
Portada de Le Petit Journal amb una representació de l'assassinat.

El 24 juny del 1894, decidit a venjar Auguste Vaillant, a qui el president Carnot havia negat la gràcia, va anar a Lióon s'esperava Carnot per la inauguració de l'Exposició Universal. Caserio va esperar que passés el seguici presidencial a la Plaça de la República, aprofitant la confusió es va acostar el cotxe agitant un full de paper. La policia, pensant que el que volia era presentar una petició al president, li va permetre acostar-s'hi fins a arribar a muntar a l'estrep del cotxe. Des de allí va ferir al president al fetge amb un ganivet de mànec roig i negre (els colors que simbolitzen l'anarquisme). Després de l'acte va tractar d'escapar però va ser reduït pels vianants i immobilitzat per la policia.

### Judici i condemna a mort
Va ser jutjat el 2 i el 3 agost. Davant del tribunal que el va condemnar a la guillotina, entre altres coses, va dir:
"Així que, si els governs fan servir en contra de nosaltres els canons, les cadenes, les presons, els anarquistes, que estem defensant les nostres vides, hem de romandre tancats a casa nostra? No. Al contrari, responem als governs amb la dinamita, la bomba, la daga, el punyal. En una paraula, hem de fer tot el possible per destruir la burgesia i els governs. Vosaltres que sou els representants de la societat burgesa, si voleu el meu cap, preneu-lo"
En el judici, de fet, mai va intentar negar el seu acte, o demanar la misericòrdia de la cort. Se li va oferir l'oportunitat d'adduir una malaltia mental i, a canvi, donar els noms d'alguns companys. S'hi va negar, però, ("Caserio és un forner, no un espia"). A la cel·la, a l'espera de la sentència de mort, li va ser enviat el sacerdot Motta Visconti per a les últimes voluntats, però es va negar a confessar i va engegar el sacerdot. Fou executat el 16 del mateix mes per la guillotina. Finalment, poc abans de morir, es va dirigir a la multitud cridant: "¡Au, camarades! Visca l'Anarquia!".

## Posteritat
Arran de la figura de Caserio, posteriorment, s'ha desenvolupat una perdurable tradició memorística i de cançons populars, algunes transmeses de manera oral. En destaca, la cançó feta pel compositor anarquista, Pietro Gori